# Cal Faixa
Cal Faixa és una masia situada al municipi de Riner, a la comarca catalana del Solsonès.